# آیلیپ، آکسفوردشر
آیلیپ (به انگلیسی: Islip) یک روستا و محله مدنی در بریتانیا است که در چرول واقع شده‌است. آیلیپ ۶٫۴۲ کیلومتر مربع مساحت و ۶۵۲ نفر جمعیت دارد.